# Olympische Jugend-Winterspiele 2024/Teilnehmer (Tschechien)
| Gelbes Symbol für Goldmedaillen mit stilisierten Olympischen Ringen | Graues Symbol für Silbermedaillen mit stilisierten Olympischen Ringen | Braundes Symbol für Bronzemedaillen mit stilisierten Olympischen Ringen |
| ------------------------------------------------------------------- | --------------------------------------------------------------------- | ----------------------------------------------------------------------- |
| 1                                                                   | 1                                                                     | 2                                                                       |

Tschechien nahm mit 62 Athleten (41 Männer, 21 Frauen) an den Olympischen Jugend-Winterspielen 2024 in der südkoreanischen Provinz Gangwon teil.

## Medaillen

### Medaillenspiegel
| Rang   | Sportart  | Gold | Silber | Bronze | Gesamt |
| ------ | --------- | ---- | ------ | ------ | ------ |
| 1      | Biathlon  | 1    | —      | 1      | 2      |
| 2      | Eishockey | —    | 1      | —      | 1      |
| 3      | Snowboard | —    | —      | 1      | 1      |
| Gesamt | Gesamt    | 1    | 1      | 2      | 4      |

### Medaillengewinner
| Name/n | Sportart  | Wettkampf                             |
| --- | --------- | ------------------------------------- |
| Gold |           |                                       |
| Ilona Plecháčová | Biathlon  | 10 km Einzel                          |
| Silber |           |                                       |
| Šimon Bělohorský Jakub Daněk Petr Hanyš David Huk Lukáš Kachlíř Šimon Katolický Adam Klaus Jan Láryš Václav Nedorost Filip Novák František Poletín Martin Psohlavec Ben Reisnecker Ondřej Ruml Tobiáš Sekanina Petr Tomek Jakub Vaněček Matěj Weiss | Eishockey | Männer Mannschaft                     |
| Bronze |           |                                       |
| Ilona Plecháčová Heda Mikolášová Jakub Neuhäuser Lukáš Kulhánek | Biathlon  | Mixed Staffel (2 × 6 km + 2 × 7,5 km) |
| Vanessa Volopichová | Snowboard | Slopestyle                            |

## Teilnehmer nach Sportart

### Biathlon
| Athleten                                                        | Wettbewerbe                           | Zeit        | Fehler          | Rang   |
| --------------------------------------------------------------- | ------------------------------------- | ----------- | --------------- | ------ |
| Frauen                                                          |                                       |             |                 |        |
| Lucie Jandurová                                                 | 6 km Sprint                           | 23:07,9 min | 5 (0+5)         | 33     |
| Lucie Jandurová                                                 | 10 km Einzel                          | 40:37,9 min | 3 (1+0+0+2)     | 13     |
| Valerie Křížová                                                 | 6 km Sprint                           | 22:08,5 min | 5 (1+4)         | 22     |
| Valerie Křížová                                                 | 10 km Einzel                          | 40:50,6 min | 5 (1+0+2+2)     | 16     |
| Heda Mikolášová                                                 | 6 km Sprint                           | 21:05,7 min | 5 (2+3)         | 04     |
| Heda Mikolášová                                                 | 10 km Einzel                          | 38:23,8 min | 4 (1+2+1+0)     | 04     |
| Ilona Plecháčová                                                | 6 km Sprint                           | 21:07,5 min | 4 (2+2)         | 05     |
| Ilona Plecháčová                                                | 10 km Einzel                          | 37:03,4 min | 1 (0+1+0+0)     | Gold   |
| Männer                                                          |                                       |             |                 |        |
| Jan Dufek                                                       | 7,5 km Sprint                         | 24:27,2 min | 3 (1+2)         | 44     |
| Jan Dufek                                                       | 12,5 km Einzel                        | 48:43,9 min | 7 (3+2+2+0)     | 49     |
| František Jelínek                                               | 12,5 km Einzel                        | 48:01,4 min | 6 (0+2+2+2)     | 37     |
| Lukáš Kulhánek                                                  | 7,5 km Sprint                         | 23:17,0 min | 2 (1+1)         | 18     |
| Lukáš Kulhánek                                                  | 12,5 km Einzel                        | 49:03,2 min | 9 (0+5+0+4)     | 53     |
| Jakub Neuhäuser                                                 | 7,5 km Sprint                         | 25:11,5 min | 5 (3+2)         | 61     |
| Jakub Neuhäuser                                                 | 12,5 km Einzel                        | 48:30,4 min | 7 (1+2+1+3)     | 45     |
| Mixed                                                           |                                       |             |                 |        |
| Valerie Křížová Jakub Neuhäuser                                 | Single-Mixed-Staffel (6 km + 7,5 km)  | 47:13,8 min | 1+16 (0+6 1+10) | 8      |
| Heda Mikolášová Ilona Plecháčová Jakub Neuhäuser Lukáš Kulhánek | Mixed-Staffel (2 × 6 km + 2 × 7,5 km) | 1:18:23,4 h | 5+16 (2+8 3+8)  | Bronze |

### Curling
| Wettbewerb             | Mixed Doppel                                                       |
| ---------------------- | ------------------------------------------------------------------ |
| Athleten               | Julie Zelingrová Ondřej Bláha                                      |
| Vorrunde               | Ungarn 7:2 Nigeria 19:0 Großbritannien 3:8 Kanada 6:4 Südkorea 7:5 |
| Viertelfinale          | Vereinigte Staaten 7:8                                             |
| Halbfinale             | ausgeschieden                                                      |
| Finale/Spiel um Bronze | ausgeschieden                                                      |
| Rang                   | 8                                                                  |

### Eishockey
| Wettbewerb | Männer Mannschaft |
| ---------- | --- |
| Athleten   | Šimon Bělohorský Jakub Daněk Petr Hanyš David Huk Lukáš Kachlíř Šimon Katolický Adam Klaus Jan Láryš Václav Nedorost Filip Novák František Poletín Martin Psohlavec Ben Reisnecker Ondřej Ruml Tobiáš Sekanina Petr Tomek Jakub Vaněček Matěj Weiss |
| Vorrunde   | Slowakei 3:2 Vereinigte Staaten 6:5 |
| Halbfinale | Finnland 3:1 |
| Finale     | Vereinigte Staaten 0:4 |
| Rang       | Silber |

### Eiskunstlauf
| Athleten                   | Wettbewerb | Kurzprogramm/-tanz | Kurzprogramm/-tanz | Kür/Kürtanz | Kür/Kürtanz | Gesamt | Gesamt |
| Athleten                   | Wettbewerb | Punkte             | Rang               | Punkte      | Rang        | Punkte | Rang   |
| -------------------------- | ---------- | ------------------ | ------------------ | ----------- | ----------- | ------ | ------ |
| Mixed                      |            |                    |                    |             |             |        |        |
| Andrea Pšurná Jáchym Novák | Eistanz    | 51,22              | 5                  | 75,41       | 7           | 126,63 | 6      |
| Klára Vlčková Tomáš Vlček  | Eistanz    | 33,09              | 12                 | 49,24       | 12          | 82,33  | 12     |

### Freestyle-Skiing
| Athleten                     | Wettbewerb             | Gruppenphase | Gruppenphase | Achtelfinale | Achtelfinale | Achtelfinale | Viertelfinale | Viertelfinale | Viertelfinale | Halbfinale    | Halbfinale    | Halbfinale    | Finale/Kleines Finale | Finale/Kleines Finale | Finale/Kleines Finale | Rang |
| Athleten                     | Wettbewerb             | Punkte       | Rang         | Gegner       | Punkte       | Rang         | Gegner        | Punkte        | Rang          | Gegner        | Punkte        | Rang          | Gegner                | Punkte                | Rang                  | Rang |
| ---------------------------- | ---------------------- | ------------ | ------------ | ------------ | ------------ | ------------ | ------------- | ------------- | ------------- | ------------- | ------------- | ------------- | --------------------- | --------------------- | --------------------- | ---- |
| Frauen                       |                        |              |              |              |              |              |               |               |               |               |               |               |                       |                       |                       |      |
| Zuzana Tlapáková             | Dual Moguls            | 9            | 14           | —            | —            | —            | —             | —             | —             | ausgeschieden | ausgeschieden | ausgeschieden | ausgeschieden         | ausgeschieden         | ausgeschieden         | 14   |
| Männer                       |                        |              |              |              |              |              |               |               |               |               |               |               |                       |                       |                       |      |
| Vít Zvalený                  | Dual Moguls            | 9            | 13           | —            | —            | —            | —             | —             | —             | ausgeschieden | ausgeschieden | ausgeschieden | ausgeschieden         | ausgeschieden         | ausgeschieden         | 13   |
| Mixed                        |                        |              |              |              |              |              |               |               |               |               |               |               |                       |                       |                       |      |
| Zuzana Tlapáková Vít Zvalený | Mixed Team Dual Moguls | —            | —            | Yun/Lee      | 10           | 2            | ausgeschieden | ausgeschieden | ausgeschieden | ausgeschieden | ausgeschieden | ausgeschieden | ausgeschieden         | ausgeschieden         | ausgeschieden         | 14   |

| Athleten    | Wettbewerb | Qualifikation | Qualifikation | Finale | Finale | Rang |
| Athleten    | Wettbewerb | Punkte        | Rang          | Punkte | Rang   | Rang |
| ----------- | ---------- | ------------- | ------------- | ------ | ------ | ---- |
| Männer      |            |               |               |        |        |      |
| Petr Müller | Big Air    | 92,50         | 1             | 85,00  | 10     | 10   |
| Petr Müller | Slopestyle | 86,75         | 4             | 67,75  | 5      | 5    |

| Athleten                      | Wettbewerbe         | Vorrunde | Viertelfinale | Halbfinale    | Finale/Kleines Finale | Rang |
| Athleten                      | Wettbewerbe         | Rang     | Rang          | Rang          | Rang                  | Rang |
| ----------------------------- | ------------------- | -------- | ------------- | ------------- | --------------------- | ---- |
| Frauen                        |                     |          |               |               |                       |      |
| Nela Apolínová                | Skicross            | 4        | —             | 4             | Finale: 4             | 8    |
| Aneta Koryntová               | Skicross            | 10       | —             | ausgeschieden | ausgeschieden         | 19   |
| Männer                        |                     |          |               |               |                       |      |
| Tomáš Matoušek                | Skicross            | 6        | —             | ausgeschieden | ausgeschieden         | 12   |
| Jan Třešňák                   | Skicross            | 9        | —             | ausgeschieden | ausgeschieden         | 18   |
| Mixed                         |                     |          |               |               |                       |      |
| Tomáš Matoušek Nela Apolínová | Mixed-Team Skicross | 1        | 3             | ausgeschieden | ausgeschieden         | 12   |
| Jan Třešňák Aneta Koryntová   | Mixed-Team Skicross | 3        | ausgeschieden | ausgeschieden | ausgeschieden         | 19   |

### Nordische Kombination
| Athleten                                                   | Wettbewerb                              | Skispringen                 | Skispringen | Skispringen | Langlauf    | Langlauf | Rang |
| Athleten                                                   | Wettbewerb                              | Weite                       | Punkte      | Rang        | Zeit        | Rang     | Rang |
| ---------------------------------------------------------- | --------------------------------------- | --------------------------- | ----------- | ----------- | ----------- | -------- | ---- |
| Frauen                                                     |                                         |                             |             |             |             |          |      |
| Karolína Horká                                             | Gundersen Normalschanze/4 km            | 50,0 m                      | 4,1         | 21          | 19:36,9 min | 21       | 21   |
| Natálie Nejedlová                                          | Gundersen Normalschanze/4 km            | 73,0 m                      | 57,5        | 20          | 18:30,1 min | 20       | 20   |
| Männer                                                     |                                         |                             |             |             |             |          |      |
| Lukáš Doležal                                              | Gundersen Normalschanze/6 km            | 102,0 m                     | 124,7       | 8           | 14:23,8 min | 6        | 6    |
| Jan Kabeláč                                                | Gundersen Normalschanze/6 km            | 78,5 m                      | 67,0        | 27          | 18:24,6 min | 26       | 26   |
| Mixed                                                      |                                         |                             |             |             |             |          |      |
| Karolína Horká Jan Kabeláč Lukáš Doležal Natálie Nejedlová | Team Gundersen Normalschanze/4 × 3,3 km | 48,0 m 83,5 m 97,5 m 71,5 m | 242,9       | 10          | 39:34,7 min | 10       | 10   |

### Rennrodeln
| Athleten                     | Wettbewerb   | Lauf 1   | Lauf 1 | Lauf 2   | Lauf 2 | Gesamt       | Gesamt |
| Athleten                     | Wettbewerb   | Zeit     | Rang   | Zeit     | Rang   | Zeit         | Rang   |
| ---------------------------- | ------------ | -------- | ------ | -------- | ------ | ------------ | ------ |
| Männer                       |              |          |        |          |        |              |        |
| Filip Pavlata                | Einsitzer    | 48,133   | 16     | 48,442   | 18     | 1:36,575     | 17     |
| David Svárovský Štefan Janák | Doppelsitzer | 50,167 s | 9      | 50,395 s | 10     | 1:40,562 min | 9      |

### Shorttrack
| Athleten    | Wettbewerb | Vorläufe     | Vorläufe | Viertelfinale | Viertelfinale | Halbfinale    | Halbfinale    | Finale A/B    | Finale A/B    | Rang |
| Athleten    | Wettbewerb | Zeit         | Rang     | Zeit          | Rang          | Zeit          | Rang          | Zeit          | Rang          | Rang |
| ----------- | ---------- | ------------ | -------- | ------------- | ------------- | ------------- | ------------- | ------------- | ------------- | ---- |
| Frauen      |            |              |          |               |               |               |               |               |               |      |
| Eva Blahová | 500 m      | 47,996 s     | 3        | ausgeschieden | ausgeschieden | ausgeschieden | ausgeschieden | ausgeschieden | ausgeschieden | 25   |
| Eva Blahová | 1000 m     | 1:40,187 min | 3        | ausgeschieden | ausgeschieden | ausgeschieden | ausgeschieden | ausgeschieden | ausgeschieden | 25   |
| Eva Blahová | 1500 m     | —            | —        | 2:45,156 min  | 4             | ausgeschieden | ausgeschieden | ausgeschieden | ausgeschieden | 24   |

### Ski Alpin
| Athleten           | Wettbewerb         | Lauf 1  | Lauf 1 | Lauf 2  | Lauf 2 | Gesamt      | Gesamt |
| Athleten           | Wettbewerb         | Zeit    | Rang   | Zeit    | Rang   | Zeit        | Rang   |
| ------------------ | ------------------ | ------- | ------ | ------- | ------ | ----------- | ------ |
| Frauen             |                    |         |        |         |        |             |        |
| Elena Drápalová    | Super-G            | —       | —      | —       | —      | 56,66 s     | 30     |
| Elena Drápalová    | Alpine Kombination | 59,20 s | 31     | 57,30 s | 25     | 1:56,50 min | 24     |
| Elena Drápalová    | Riesenslalom       | DNF     | DNF    | DNF     | DNF    | DNF         | DNF    |
| Elena Drápalová    | Slalom             | DNF     | DNF    | DNF     | DNF    | DNF         | DNF    |
| Katrin Kudělásková | Super-G            | —       | —      | —       | —      | 55,96 s     | 19     |
| Katrin Kudělásková | Alpine Kombination | 57,32 s | 10     | 54,87 s | 22     | 1:52,19 min | 20     |
| Katrin Kudělásková | Riesenslalom       | DNF     | DNF    | DNF     | DNF    | DNF         | DNF    |
| Katrin Kudělásková | Slalom             | 54,34 s | 29     | 49,79 s | 17     | 1:44,13 min | 21     |
| Männer             |                    |         |        |         |        |             |        |
| Stanislav Kovář    | Super-G            | —       | —      | —       | —      | DNS         | DNS    |
| Stanislav Kovář    | Riesenslalom       | 52,29 s | 35     | DNF     | DNF    | DNF         | DNF    |
| Stanislav Kovář    | Slalom             | 50,24 s | 32     | DNF     | DNF    | DNF         | DNF    |

### Skilanglauf
| Athleten                                                    | Wettbewerb       | Zeit        | Rang |
| ----------------------------------------------------------- | ---------------- | ----------- | ---- |
| Frauen                                                      |                  |             |      |
| Kateřina Dušková                                            | 7,5 km klassisch | 23:06,6 min | 11   |
| Eliška Polonská                                             | 7,5 km klassisch | 23:42,7 min | 21   |
| Männer                                                      |                  |             |      |
| Eduard Simbartl                                             | 7,5 km klassisch | 20:21,7 min | 08   |
| Aleš Řezáč                                                  | 7,5 km klassisch | 20:45,6 min | 16   |
| Mixed                                                       |                  |             |      |
| Kateřina Dušková Aleš Řezáč Eliška Polonská Eduard Simbartl | 4 × 5 km Staffel | 55:41,4 min | 10   |

| Athleten         | Wettbewerb      | Qualifikation | Qualifikation | Viertelfinale | Viertelfinale | Halbfinale    | Halbfinale    | Finale        | Finale        | Rang |
| Athleten         | Wettbewerb      | Zeit          | Rang          | Zeit          | Rang          | Zeit          | Rang          | Zeit          | Rang          | Rang |
| ---------------- | --------------- | ------------- | ------------- | ------------- | ------------- | ------------- | ------------- | ------------- | ------------- | ---- |
| Frauen           |                 |               |               |               |               |               |               |               |               |      |
| Kateřina Dušková | Sprint Freistil | 3:38,39 min   | 11            | 3:39,77 min   | 2             | 3:38,77 min   | 2             | 3:43,52 min   | 5             | 05   |
| Eliška Polonská  | Sprint Freistil | 3:38,92 min   | 13            | 3:37,70 min   | 4             | ausgeschieden | ausgeschieden | ausgeschieden | ausgeschieden | 16   |
| Männer           |                 |               |               |               |               |               |               |               |               |      |
| Aleš Řezáč       | Sprint Freistil | 3:09,86 min   | 21            | 4:13,12 min   | 6             | ausgeschieden | ausgeschieden | ausgeschieden | ausgeschieden | 28   |
| Eduard Simbartl  | Sprint Freistil | 3:11,84 min   | 25            | 3:12,76 min   | 4             | ausgeschieden | ausgeschieden | ausgeschieden | ausgeschieden | 19   |

### Skispringen
| Athleten                                                       | Wettbewerb               | 1. Durchgang                | 1. Durchgang | 1. Durchgang | 2. Durchgang                | 2. Durchgang | 2. Durchgang | Gesamt | Gesamt |
| Athleten                                                       | Wettbewerb               | Weite                       | Punkte       | Rang         | Weite                       | Punkte       | Rang         | Punkte | Rang   |
| -------------------------------------------------------------- | ------------------------ | --------------------------- | ------------ | ------------ | --------------------------- | ------------ | ------------ | ------ | ------ |
| Frauen                                                         |                          |                             |              |              |                             |              |              |        |        |
| Anežka Indráčková                                              | Normalschanze            | 97,0 m                      | 95,4         | 4            | 102,0 m                     | 101,9        | 4            | 197,3  | 4      |
| Natálie Nejedlová                                              | Normalschanze            | 60,5 m                      | 17,3         | 29           | 66,5                        | 29,9         | 26           | 47,2   | 28     |
| Männer                                                         |                          |                             |              |              |                             |              |              |        |        |
| Daniel Škarka                                                  | Normalschanze            | 90,0 m                      | 85,5         | 15           | 96,0 m                      | 92,8         | 11           | 178,3  | 13     |
| Josef Buchar                                                   | Normalschanze            | 89,0 m                      | 81,4         | 19           | 91,0 m                      | 79,5         | 18           | 160,9  | 16     |
| Mixed                                                          |                          |                             |              |              |                             |              |              |        |        |
| Natálie Nejedlová Josef Buchar Anežka Indráčková Daniel Škarka | Normalschanze Mannschaft | 66,0 m 96,0 m 98,0 m 90,0 m | 310,5        | 8            | 60,0 m 93,0 m 96,5 m 95,0 m | 319,3        | 9            | 629,8  | 8      |

### Snowboard
| Athleten                         | Wettbewerbe               | Vorrunde | Viertelfinale | Halbfinale    | Finale/Kleines Finale | Rang |
| Athleten                         | Wettbewerbe               | Rang     | Rang          | Rang          | Rang                  | Rang |
| -------------------------------- | ------------------------- | -------- | ------------- | ------------- | --------------------- | ---- |
| Frauen                           |                           |          |               |               |                       |      |
| Karolína Hrůšová                 | Snowboardcross            | 4        | —             | 4             | Kleines Finale: 2     | 6    |
| Karolína Šperlová                | Snowboardcross            | 11       | —             | ausgeschieden | ausgeschieden         | 21   |
| Männer                           |                           |          |               |               |                       |      |
| Max Benáčan                      | Snowboardcross            | 12       | —             | ausgeschieden | ausgeschieden         | 24   |
| Štěpán Hlaváček                  | Snowboardcross            | 10       | —             | ausgeschieden | ausgeschieden         | 19   |
| Mixed                            |                           |          |               |               |                       |      |
| Štěpán Hlaváček Karolína Hrůšová | Mixed-Team Snowboardcross | Freilos  | 2             | DNF           | Kleines Finale: 2     | 6    |

| Athleten            | Wettbewerb | Qualifikation | Qualifikation | Finale | Finale | Rang   |
| Athleten            | Wettbewerb | Punkte        | Rang          | Punkte | Rang   | Rang   |
| ------------------- | ---------- | ------------- | ------------- | ------ | ------ | ------ |
| Frauen              |            |               |               |        |        |        |
| Vanessa Volopichová | Slopestyle | 61,75         | 7             | 87,00  | 3      | Bronze |
| Vanessa Volopichová | Big Air    | 72,00         | 10            | 150,50 | 5      | 5      |